# Guillaume Mondron
Guillaume Mondron (Brussel, 28 juli 1993) is een Belgisch autocoureur.

## Carrière
Mondron begon zijn autosportcarrière in 2013 in het Belgian Racing Car Championship. Hij bleef tot 2015 in dit kampioenschap rijden, waarbij hij in zijn laatste seizoen kampioen werd. In 2014 kwam hij ook uit in de European VW FunCup en eindigde het seizoen als tweede. In 2015 kwam hij uit in twee raceweekenden van de Seat Leon Eurocup voor het Allure Team, waarbij een twaalfde plaats in de seizoensopener op het Circuit Paul Ricard zijn beste resultaat was.
In 2016 kwam Mondron uit in de TCR Benelux, waarin hij samen met zijn broer Edouard een Seat León Cup Racer deelde bij het team Delahaye Racing. Guillaume won één race op Spa-Francorchamps, terwijl Edouard ook twee podiumplaatsen behaalde. Samen eindigden zij op de achtste plaats in het kampioenschap met 251 punten.
In 2017 keerden de gebroeders Mondron terug in de TCR Benelux bij Delahaye. Daarnaast maakten zij dat jaar ook hun debuut in de TCR International Series bij Delahaye tijdens hun thuisrace op Spa-Francorchamps, alhoewel zij hier in twee verschillende auto's reden; Guillaume kwam uit in een Volkswagen Golf GTI TCR, terwijl Edouard in de Seat León bleef rijden. Guillaume eindigde de races op de negentiende en de twaalfde plaats.